# Нада Ґешовска
Нада Ґешовска (24 травня 1930, м. Прилеп – 06 січня 2003, м. Скоп'є) – акторка театру та кіно Республіки Македонія.

## Із біографії
Народилась у місті Прилеп (Північна Македонія), колишня Югославія.
1951 рік – початок акторської кар’єри. Зіграно багато успішних ролей у театрі рідного міста.
1958 рік – увійшла до складу акторської трупи Національного театру Македонії.
1964-1984 – працювала у трупі Драматичного театру Скоп'є (засновниця – Тодорка Кондова-Зафіровська).
1964 рік – розпочала кінокар’єру з невеликих ролей. У подальшому акторка стала прообразом національної жінки, благородної, стриманої, сповненої туги та смутку.

## Акторська кар'єра
Нада Ґешовска має надзвичайно багатий репертуар театральних та кіно- ролей. Найпопулярніші ролі: Олена Андріївна в п’єсі Чехова «Дядя Ваня», Маша в «Галебі», Мати у трагедії Г. Лорки «Криваве весілля», Гекаба у трагедії «Троянки (Евріпід)», Меланія в п’єсі М. Горького «Єгор Буличов та інші».

### Головні ролі
- «Під тим самим небом» (1964)
- «Гора гніву» (1968)
- «Македонська частина пекла» (1971)
- «Гнів» (1975)

### Допоміжні ролі
- «До і після перемоги» (1966)
- «Час без війни» (1969)
- «Вартість міста» (1970)
- «Джед» (1971)
- «Бригада свинцю» (1980)
- «Через озеро» (1997)
- «Час життя» (1999)